# Есюки
Есюки — деревня Артемьевского сельского округа Артемьевского сельского поселения Тутаевского района Ярославской области .
Деревня находится на западе района, к северо-западу от Тутаева. Она расположена на удалении около 1 км с юго-западной стороны от федеральной трассы Р151 Ярославль—Рыбинск, на участке Тутаев — Рыбинск. С противоположной стороны трассы напротив деревни Есюки стоит центр сельского поселения деревня Емишево. Деревня расположена в междуречье притоков Волги Эдома и Каменка. На расстоянии около 1 км на северо-запад от Юсюков, в сторону реки Эдома стоит деревня Сущево. На расстоянии 2 км в противоположную сторону на берегу реки Каменка стоит деревня Подлесное. Ручьи в окрестностях деревни с непостоянным водотоком служат истоком речки Вздериножка. В южном направлении на протяжении около 4 км — ненаселённый, местами заболоченный лес .
Деревня Есюкова указана на плане Генерального межевания Борисоглебского уезда 1792 года. В 1825 Борисоглебский уезд был объединён с Романовским уездом. По сведениям 1859 года деревня относилась к Романово-Борисоглебскому уезду .
На 1 января 2007 года в деревне Есюки числилось 10 постоянных жителей . По карте 1975 г. в деревне жило 18 человек. Почтовое отделение, находящееся в городе Тутаев, обслуживает в деревне Есюки 44 дома .